# Asystasia
Asystasia is een geslacht uit de acanthusfamilie (Acanthaceae). De soorten uit het geslacht komen voor in tropisch en zuidelijk Afrika, op het Arabisch schiereiland, de (sub)tropische delen van Azië en in Australië.

## Soorten
- Asystasia africana (S.Moore) C.B.Clarke
- Asystasia alba Ridl.
- Asystasia albiflora Ensermu
- Asystasia ammophila Ensermu
- Asystasia amoena Turrill
- Asystasia ansellioides C.B.Clarke
- Asystasia atriplicifolia Bremek.
- Asystasia atroviridis T.Anderson
- Asystasia australasica F.M.Bailey
- Asystasia buettneri Lindau
- Asystasia calcicola Ensermu & Vollesen
- Asystasia charmian S.Moore
- Asystasia chelonoides Nees
- Asystasia chinensis S.Moore
- Asystasia congensis C.B.Clarke
- Asystasia crispata Benth.
- Asystasia dalzelliana Santapau
- Asystasia excellens Lindau
- Asystasia gangetica (L.) T.Anderson
- Asystasia glandulifera Lindau
- Asystasia glandulosa Lindau
- Asystasia guttata (Forssk.) Brummitt
- Asystasia hedbergii Ensermu
- Asystasia hispida J.B.Imlay
- Asystasia indica H.J.Chowdhery & Av.Bhattacharjee
- Asystasia kerrii Craib
- Asystasia laticapsula C.B.Clarke ex Karlström
- Asystasia lawiana Dalzell
- Asystasia ledermannii Lindau
- Asystasia leptostachya Lindau
- Asystasia lindauiana Hutch. & Dalziel
- Asystasia linearis S.Moore
- Asystasia lorata Ensermu
- Asystasia macrocarpa Nees
- Asystasia macrophylla (T.Anderson) G.Nicholson
- Asystasia malawiana Brummitt & Chisumpa
- Asystasia masaiensis Lindau
- Asystasia minutiflora Ensermu & Vollesen
- Asystasia moorei Ensermu
- Asystasia mysorensis (Roth) T.Anderson
- Asystasia nemorum Nees
- Asystasia oppositiflora Bremek.
- Asystasia petalidioides Deflers
- Asystasia pusilla C.B.Clarke
- Asystasia retrocarpa T.J.Edwards
- Asystasia richardsiae Ensermu
- Asystasia riparia Lindau
- Asystasia salicifolia Craib
- Asystasia scandens (Lindl.) Hook.
- Asystasia schliebenii Mildbr.
- Asystasia subbiflora C.B.Clarke
- Asystasia tanzaniensis Ensermu & Vollesen
- Asystasia travancorica Bedd.
- Asystasia trichotogyne Lindau
- Asystasia varia N.E.Br.
- Asystasia variabilis (Nees) Trimen
- Asystasia vogeliana Benth.
- Asystasia welwitschii S.Moore
- Asystasia zambiana Brummitt & Chisumpa

... · 
Acanthopsis · 
Acanthus · 
Achyrocalyx · 
Afrofittonia · 
Ambongia · 
Ancistranthus · 
Andrographis · 
Angkalanthus · 
Anisacanthus · 
Anisosepalum · 
Anisotes · 
Anomacanthus · 
Aphanosperma · 
Aphelandra · 
Ascotheca · 
Asystasia · 
Avicennia · 
Ballochia · 
Barleria · 
Barleriola · 
Blepharis · 
Borneacanthus · 
Boutonia · 
Brachystephanus · 
Bravaisia · 
Brillantaisia · 
Brunoniella · 
Calacanthus · 
Calycacanthus · 
Camarotea · 
Carlowrightia · 
Celerina · 
Cephalacanthus · 
Chalarothyrsus · 
Chamaeranthemum · 
Chileranthemum · 
Chlamydacanthus · 
Chlamydocardia · 
Chorisochora · 
Chroesthes · 
Clinacanthus · 
Clistax · 
Codonacanthus · 
Conocalyx · 
Cosmianthemum · 
Crabbea · 
Crossandra · 
Crossandrella · 
Cyclacanthus · 
Cynarospermum · 
Cyphacanthus · 
Danguya · 
Dasytropis · 
Dichazothece · 
Dicladanthera · 
Dicliptera · 
Dischistocalyx · 
Duosperma · 
Dyschoriste · 
Ecbolium · 
Echinacanthus · 
Elytraria · 
Encephalosphaera · 
Eranthemum · 
Eremomastax · 
Filetia · 
Fittonia · 
Forcipella · 
Glossochilus · 
Graphandra · 
Graptophyllum · 
Gymnostachyum · 
Gypsacanthus · 
Hansteinia · 
Haplanthodes · 
Harpochilus · 
Hemigraphis · 
Henrya · 
Herpetacanthus · 
Heteradelphia · 
Holographis · 
Hoverdenia · 
Hulemacanthus · 
Hygrophila · 
Hypoestes · 
Ichthyostoma · 
Isoglossa · 
Isotheca · 
Jadunia · 
Justicia · 
Kalbreyeriella · 
Kosmosiphon · 
Kudoacanthus · 
Lankesteria · 
Leandriella · 
Lepidagathis · 
Megalochlamys ·
Ruellia · 
Strobilanthes · 
Thunbergia · 
...